# Supercoppa tedesca 2017 (pallavolo femminile)
La Supercoppa tedesca 2017 si è svolta l'8 ottobre 2017: al torneo hanno partecipato due squadre di club tedesche e la vittoria finale è andata per la prima volta allo Schweriner.

## Regolamento
Le squadre hanno disputato una gara unica.

## Squadre partecipanti
| Squadra       | Qualificazione                       | Ultima partecipazione   |
| ------------- | ------------------------------------ | ----------------------- |
| Schweriner    | Vincitrice 1.Bundesliga 2016-17      | Debutto                 |
| MTV Stoccarda | Vincitrice Coppa di Germania 2016-17 | Supercoppa tedesca 2016 |

## Torneo
| 8 ottobre 2017 TUI Arena, Hannover Durata: 1h:14 - Spettatori: 5 796 | Schweriner | 3 - 0 | MTV Stoccarda | 25-17, 25-14, 25-18 |